# Ledsjö landskommun
Ledsjö landskommun var en tidigare kommun i dåvarande Skaraborgs län.

## Administrativ historik
Kommunen inrättades i Ledsjö socken i Kinne härad i Västergötland när 1862 års kommunalförordningar trädde i kraft. 
I kommunen inrättades 6 augusti 1915 Lundsbrunns municipalsamhälle som även ingick i Ova landskommun och Skälvums landskommun. 
Vid Kommunreformen 1952 uppgick kommunen med municipalsamhället i Husaby landskommun som 1967 uppgick i Götene köping som 1971 ombildades till Götene kommun.

## Politik

### Mandatfördelning i Ledsjö landskommun 1942-1946
| 4 | 11 |

| 15 |

| 3 | 12 |

| 15 |